# Jarkko Tontti
Jarkko Olavi Tontti (Tampere, 9 dicembre 1971) è un poeta, scrittore e avvocato finlandese.

## Opere

### Romanzi
- Vedeera ja polttavan auringon maa, 2022
- Haava, 2021
- Perintö, 2018
- Vedeera vaarallisilla vesillä, 2018
- Lento, 2013
- Vedeeran taru, 2012
- Sali, 2011
- Luokkakokous, 2007

### Poesia
- Kangasalan ja Jerusalemin runot, 2024
- Lain laita, 2020
- Jacasser, 2009
- Vuosikirja, 2006

### Saggistica
- Tarkoituksista ja keinoista, 2022
- Viisastuminen sallittu, 2016
- Koti, uskonto, isänmaa, 2011

### Edizioni in italiano
Il limite della neve. La nuova poesia finlandese. Cura e traduzione di Antonio Parente, prefazione di Siru Kainulainen. Mimesis Edizioni 2011.